# Cane Corso
 (février 2020).
Si vous disposez d'ouvrages ou d'articles de référence ou si vous connaissez des sites web de qualité traitant du thème abordé ici, merci de compléter l'article en donnant les références utiles à sa vérifiabilité et en les liant à la section « Notes et références ».

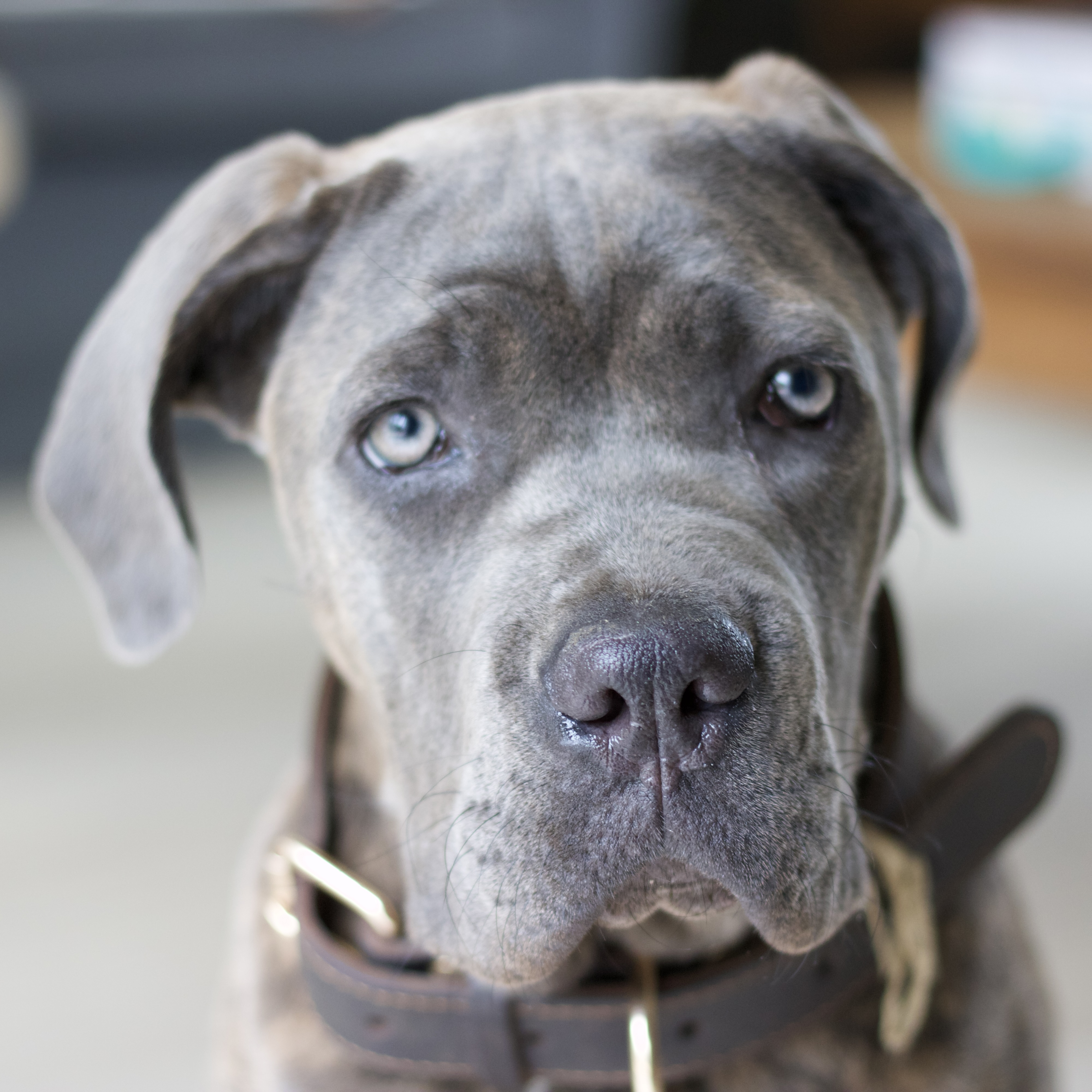
Jeune Cane Corso

Le cane corso, de son vrai nom italien « Cane corso italiano » (« cane » signifiant « chien » et  « corso » pouvant signifier « cours » ou bien « corse »), est une race de chiens molosses, d'origine italienne, utilisés comme chiens de garde, de défense, de police et de pistage.

## Origines
Son origine provient de l'époque de la Rome antique : le cane corso était si fort et si dévoué qu'il était utilisé pour repousser les lions dans leur quartier après leur performance dans le Colisée. Il fut également un chien de guerre avec la légion romaine.
Par la suite, il servait à garder le gros bétail de ferme dans les domaines agricoles, comme en Italie du sud, ou bien encore à la chasse à l'ours et au sanglier avec comme mission d'achever l'animal.
Durant la bataille de Véga Real, qui eu lieu le 27 mars 1495 sur l'île d'Hispaniola, il est fait mention de l'utilisation par les forces espagnoles, commandées par Christophe Colomb, de "cani corsi" contre la coalition indigène,. 
La race a été reconnue 14e race italienne et n'est plus en voie de disparition. 
Son proche cousin est un autre dogue italien : le mâtin de Naples, plus lourd et beaucoup moins souple. Au milieu du XXe siècle, à la reconnaissance du mâtin napolitain, son autre nom était aussi cane corso.

## Caractère
Le cane corso est un excellent chien de garde, qui surveille son territoire d'une façon discrète, mais qui est toujours vigilant. C'est un chien calme, loyal et extrêmement fidèle. Il a besoin de place pour jouer et se défouler car il est assez actif. C'est un chien équilibré mais qui peut se montrer agressif avec les autres congénères mâles. La puissance de sa mâchoire est impressionnante et atteint les 700 psi de pression soit plus ou moins 50 kgf/cm2 ; il se place à ce titre juste derrière le Berger d'Anatolie (740 psi).

## Description physique

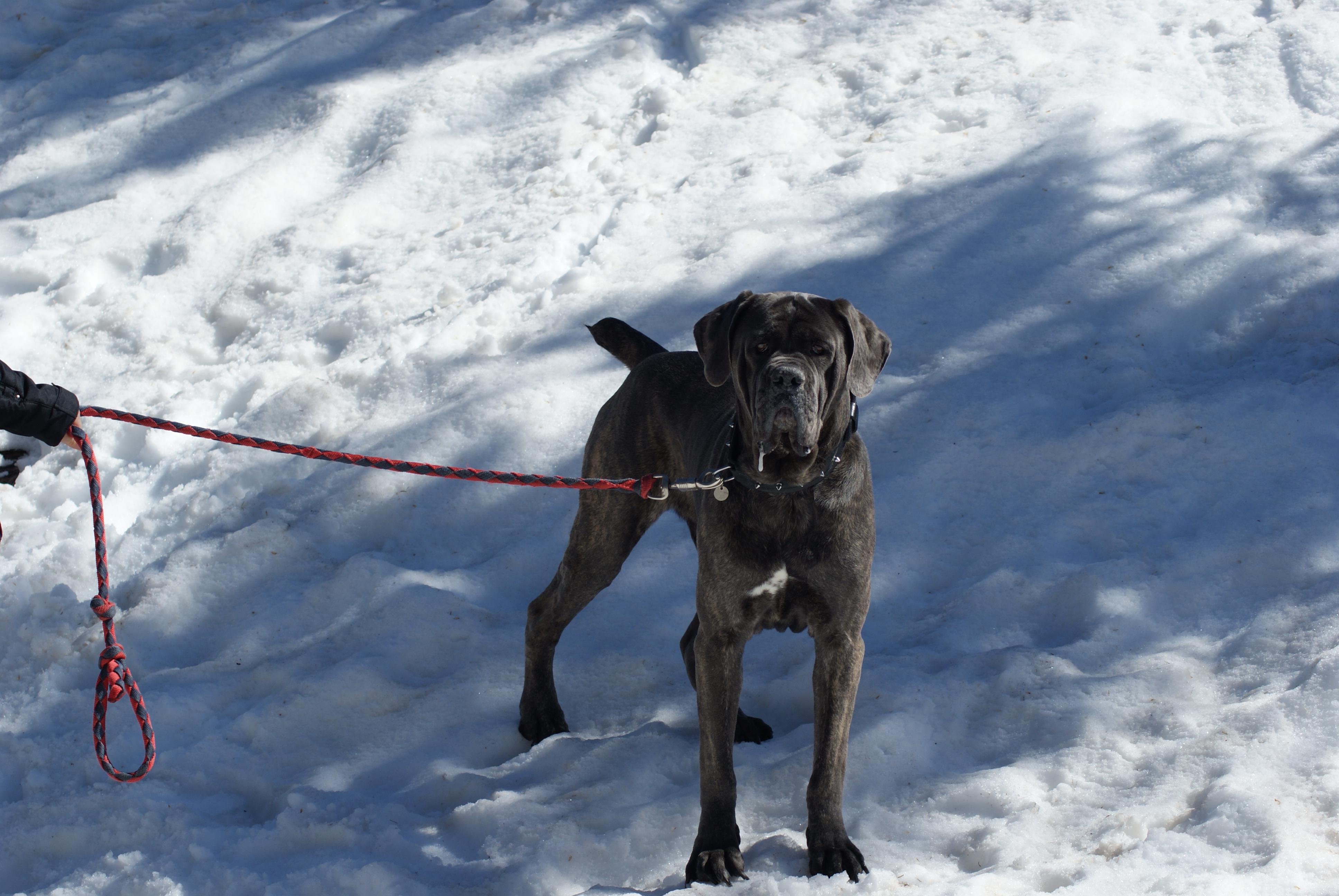
Jeune cane corso.

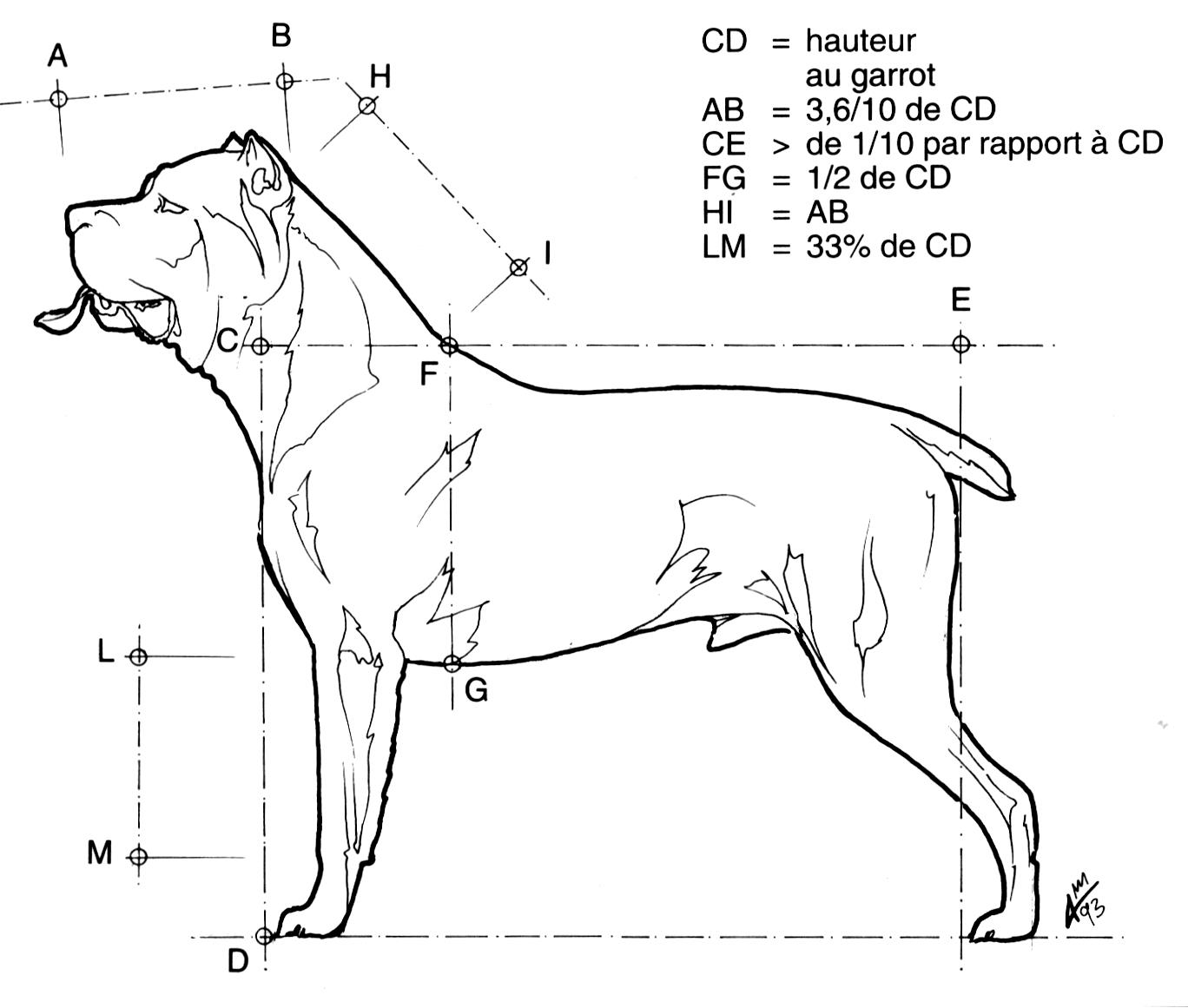
Mesures du cane corso.

Le cane corso est un molosse athlétique, musclé, solide et fort. Sa truffe est toujours de couleur noire, ses oreilles sont triangulaires et pendantes, elles ont souvent été raccourcies avant l'interdiction de la coupe. Son poil est court, serré et brillant. Sa robe peut être noire, gris-plomb, gris-ardoise, gris-clair, fauve clair ou foncé, bringée ou noir bringé. Les sujets fauves ou bringés ont un masque noir ou gris sur le museau. Une petite tache blanche est admise sur le poitrail. Selon le standard officiel, le mâle pèse de 45 à 50 kg, pour une taille au garrot comprise entre 64 et 68 cm, et la femelle entre 40 et 45 kg, pour une taille au garrot comprise entre 60 et 64 cm, avec une  tolérance de plus ou moins 2 cm pour les tailles sa queue est longue mais avant que l'on ne l'interdise elle était très souvent coupée.

## Santé

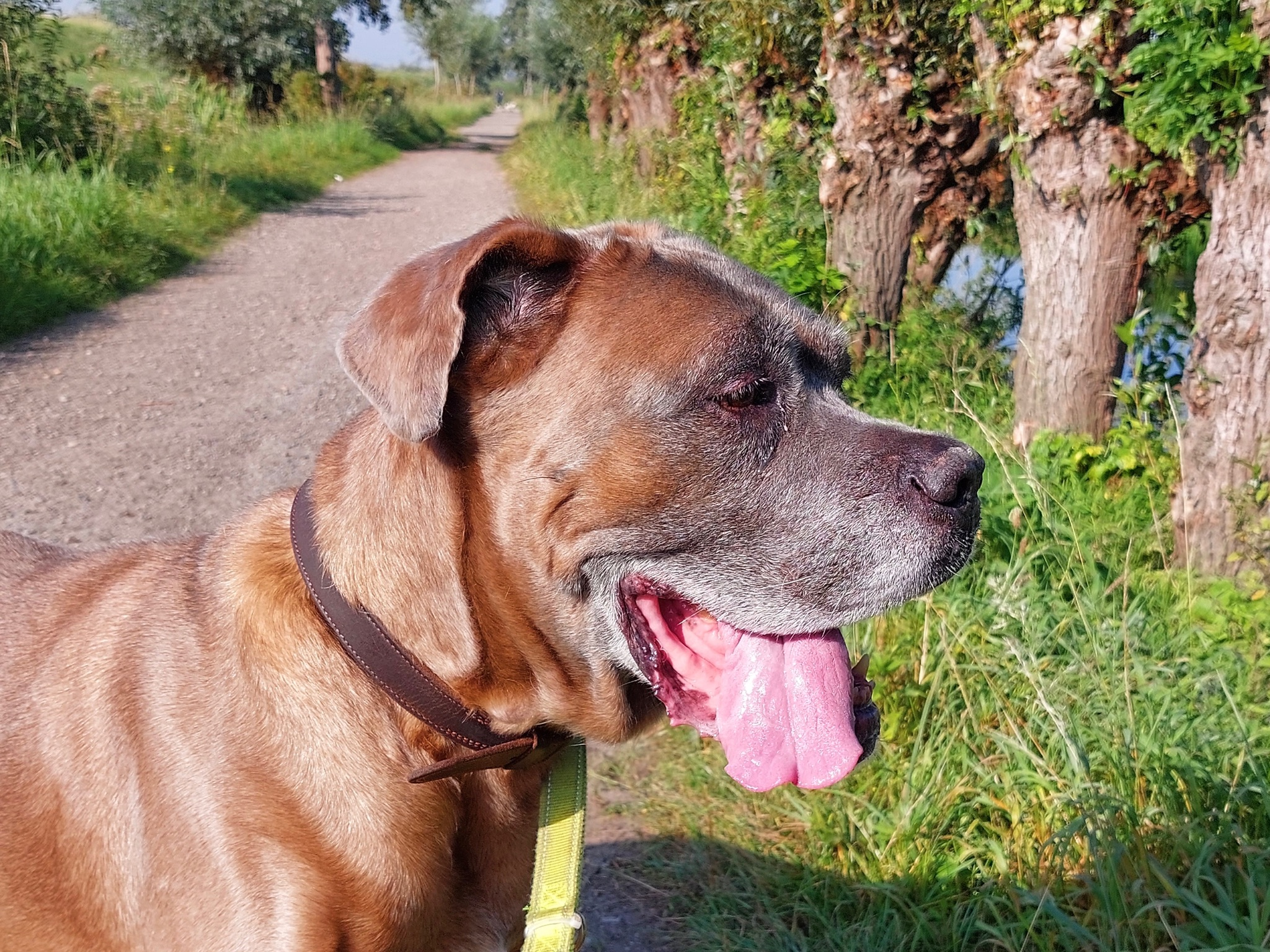
Cane Corso, 11 ans.

Comme la plupart des chiens de grande taille, le cane corso peut être sujet à la dysplasie de la hanche et du coude, ainsi qu'au syndrome de dilatation-torsion de l’estomac.
L’espérance de vie du cane corso en bonne santé peut aller jusqu’à 12 ans.

## Galerie

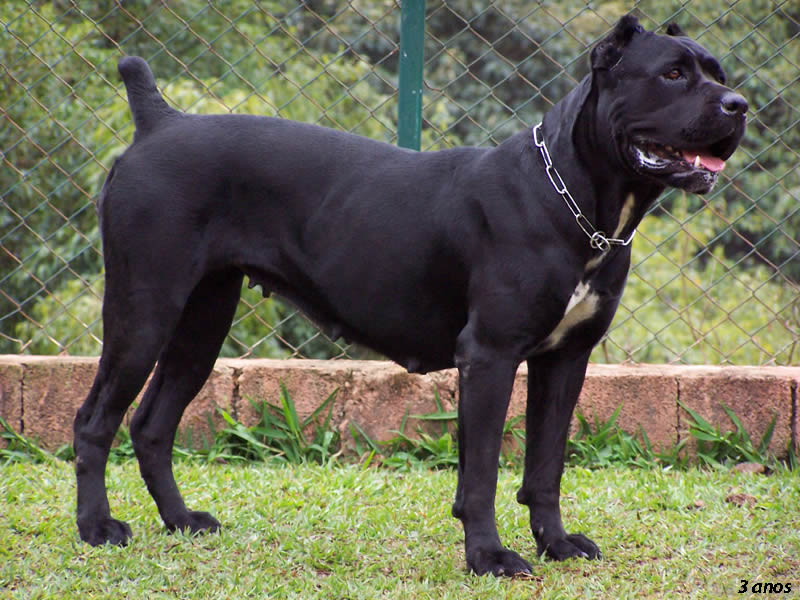
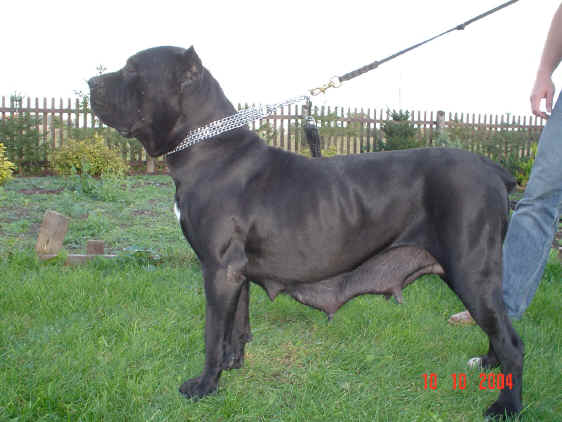
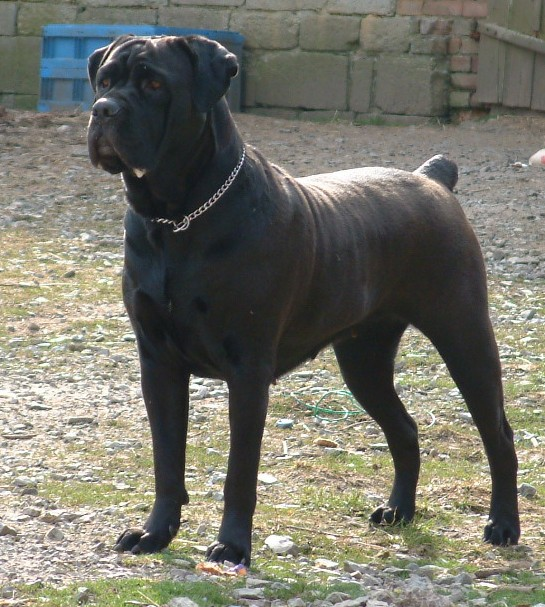
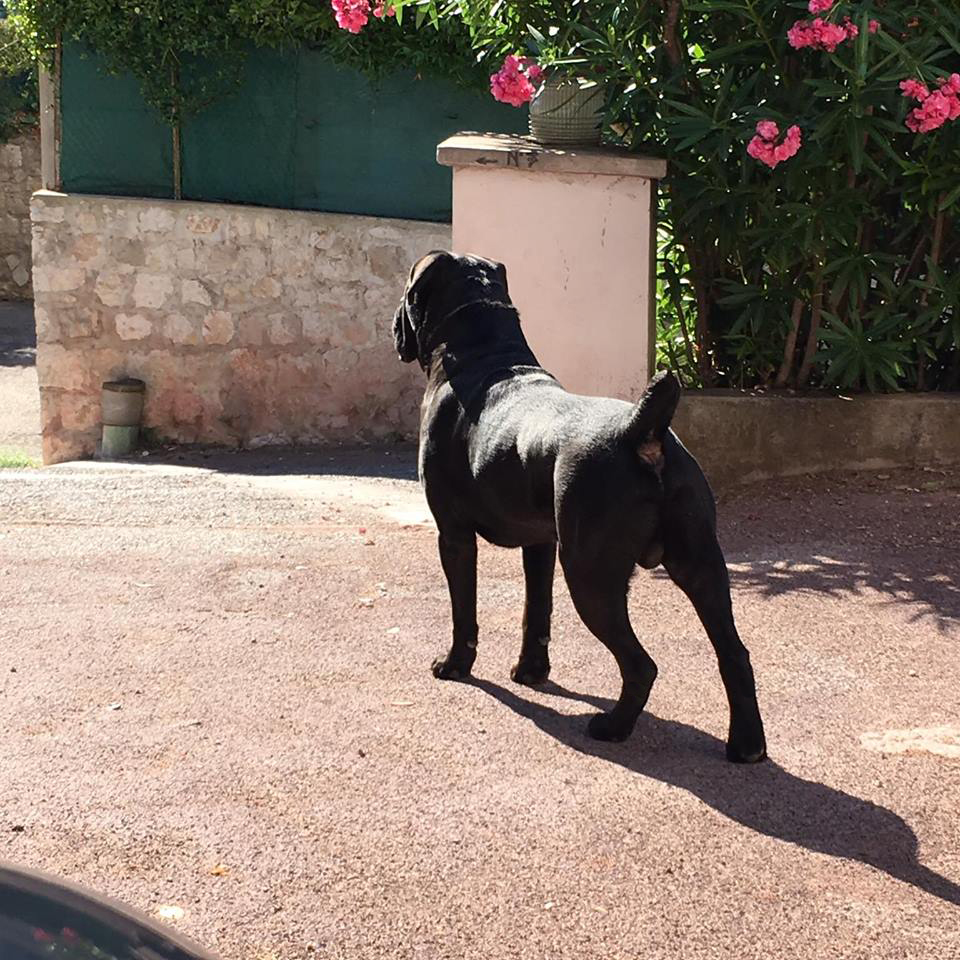
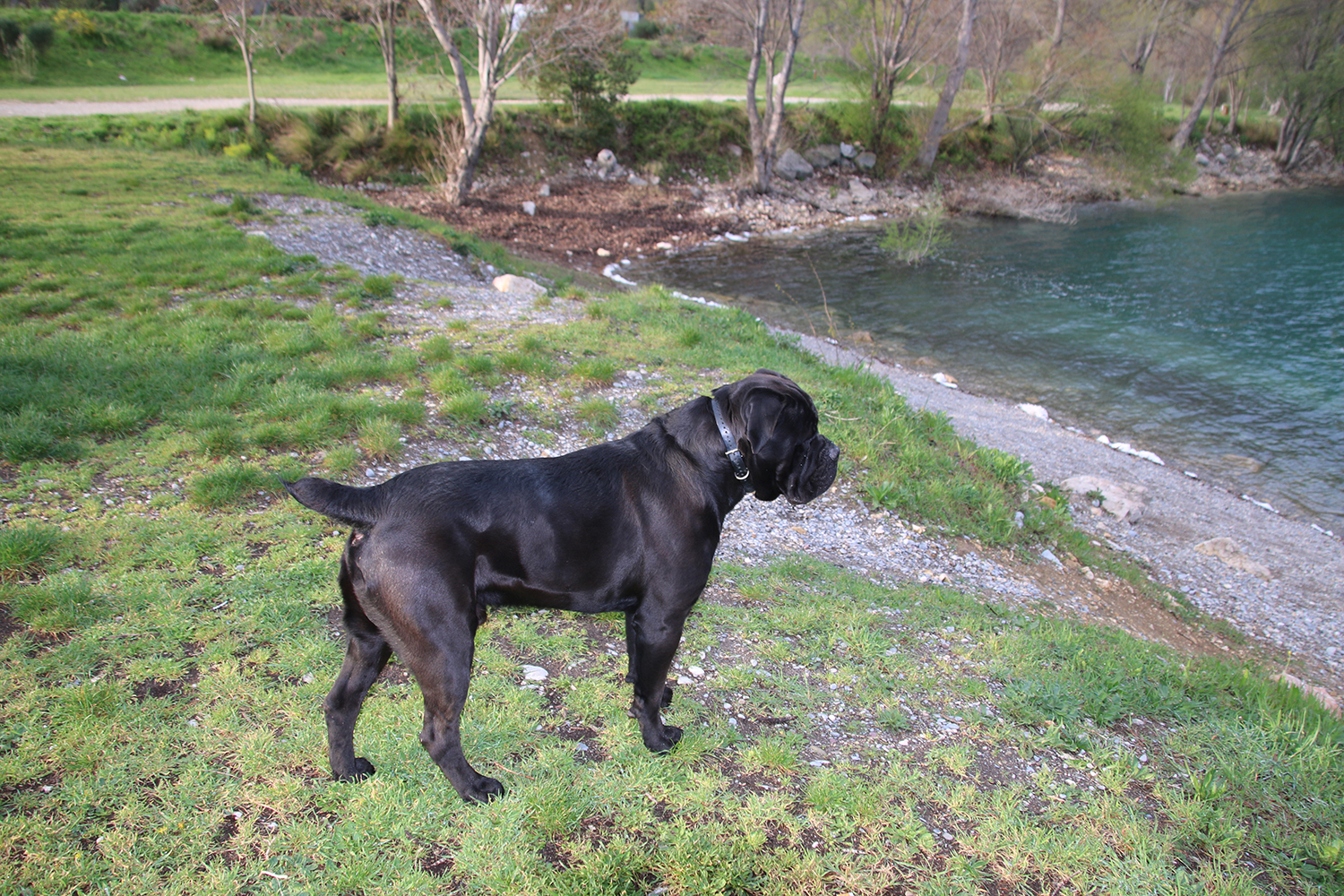
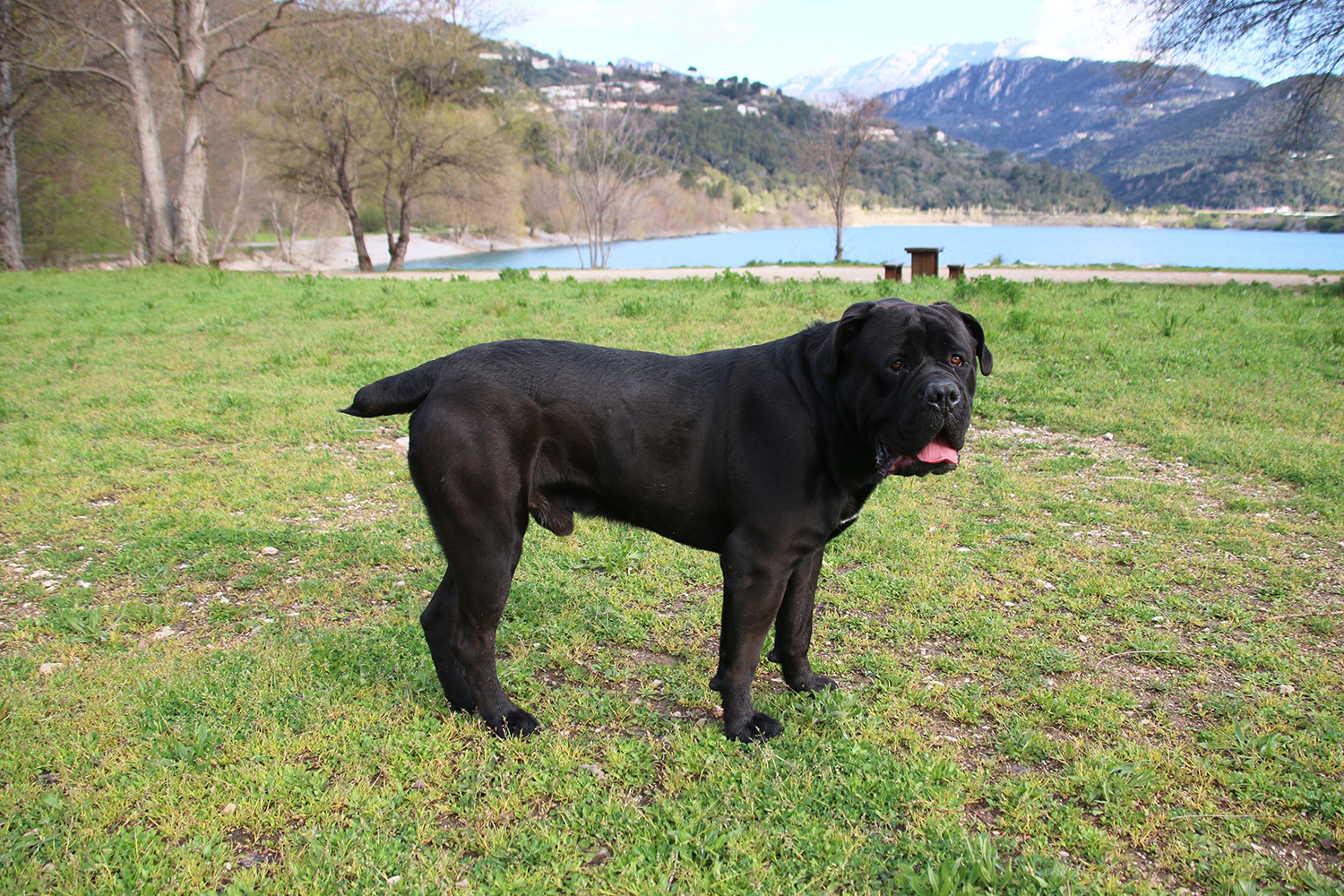
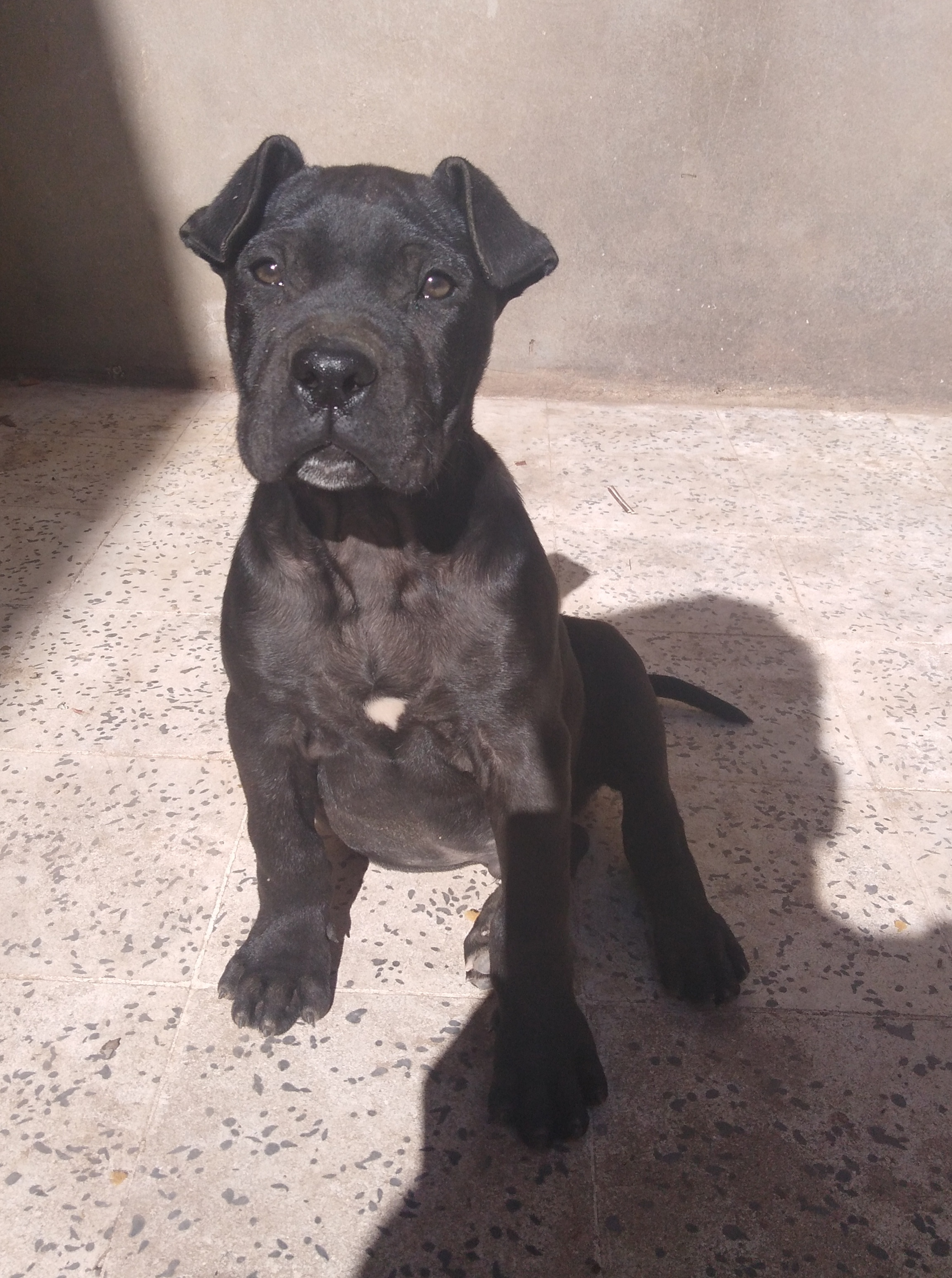
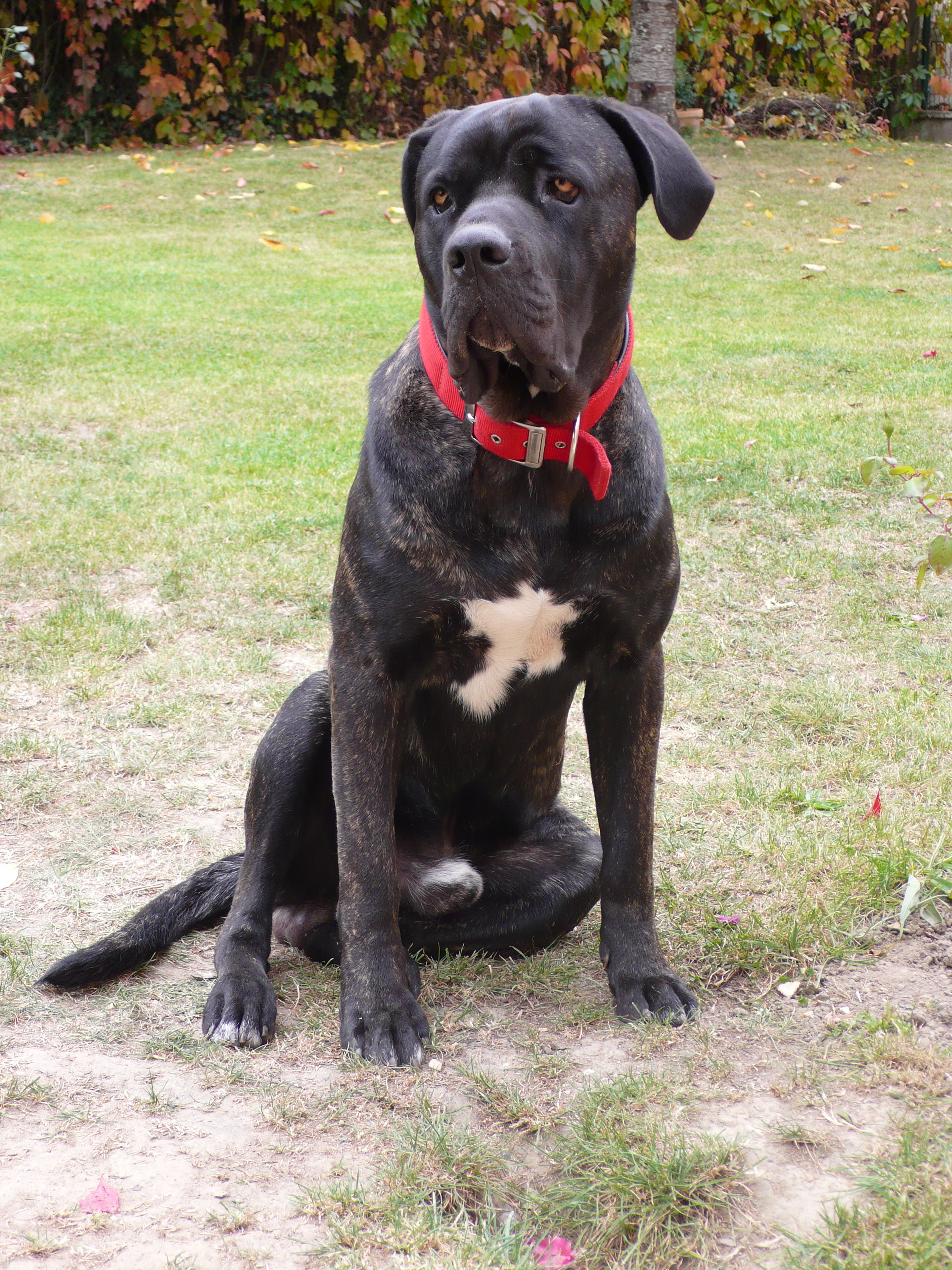